# Sveaskog
Sveaskog AB est une entreprise publique suédoise qui gère la majeure partie des forêts publiques du pays. L'entreprise possède 4,1 millions d'hectares de forêt, soit 14 % des forêts du pays, ce qui en fait le plus important propriétaire de forêt en Suède. L'entreprise gère l'exploitation de ces forêts et est donc un très grand producteur de bois et de pâte à papier mais aussi de biocarburants utilisés pour la production énergétique. L'entreprise utilise aussi ses forêts pour le tourisme, la chasse et la pêche.
Sveaskog est fondée en 1999, mais a pour origine le conseil de forêts (Skogsstyrelsen) créé en 1859 pour gérer les forêts publiques suédoises. Cette organisation est réorganisée en 1883 sous le nom de Kungliga Domänstyrelsen (le Conseil du domaine royal), et changea encore de nom pour Domänverket (l'Autorité du domaine) en 1921. Enfin, en 1992, une grande réorganisation a lieu pour transformer l'agence en une entreprise sous le nom Domän AB, qui fusionne rapidement avec d'autres entreprises publiques pour former en 1994 AssiDomän AB (ASSI : Aktiebolaget Statens Skogsindustrie) qui fait alors son entrée en bourse. Sveaskog est alors formée en 1999 comme une filiale mais en 2001, Sveaskog achète AssiDomän AB.